# باغ‌وحش شیراز
باغ‌وحش شیراز (یا باغ‌وحش سیروس قهرمانی) در ۱۸ کیلومتری جاده شیراز-مرودشت، رو به روی پالایشگاه شیراز قرار دارد، و با مساحتی تقریبا ۲۰ هکتار، حدود ۴۴۰ حیوان از ۶۳ گونه مختلف در آن نگهداری می‌‌شوند، که حدود ۴۸ گونه‌ آن از سراسر جهان به اینجا آورده شده‌‌اند و ۱۵ گونه‌ هم ایرانی هستند. 
از حیوانات موجود در این مکان می‌توان به شیر آسیایی، میمون رزوس، بابون، گراز، راکون، کفتارراه راه ، گوزن زرد، روباه، خرس قهوه‌ ای و گوزن قرمز اروپایی، تشی،گربه وحشی،اسب خزر، شترمرغ، گرگ سفید، گرگ زرد اروپایی، پرندگان شکاری و انواع مارها اشاره کرد.

## تاریخچه
باغ وحش شیراز یکی از قدیمی‌ترین باغ وحش‌های ایران است، که در سال ۱۳۲۷ تاسیس شده. اگرچه باغ وحش به طور رسمی در سال ۱۳۲۷ با چند قلاده شیر و دو راس فیل کار خودش را آغاز کرد، اما رفته رفته حیوانات دیگری نیز مانند چند میمون و یک خرس به این مجموعه اضافه شدند.

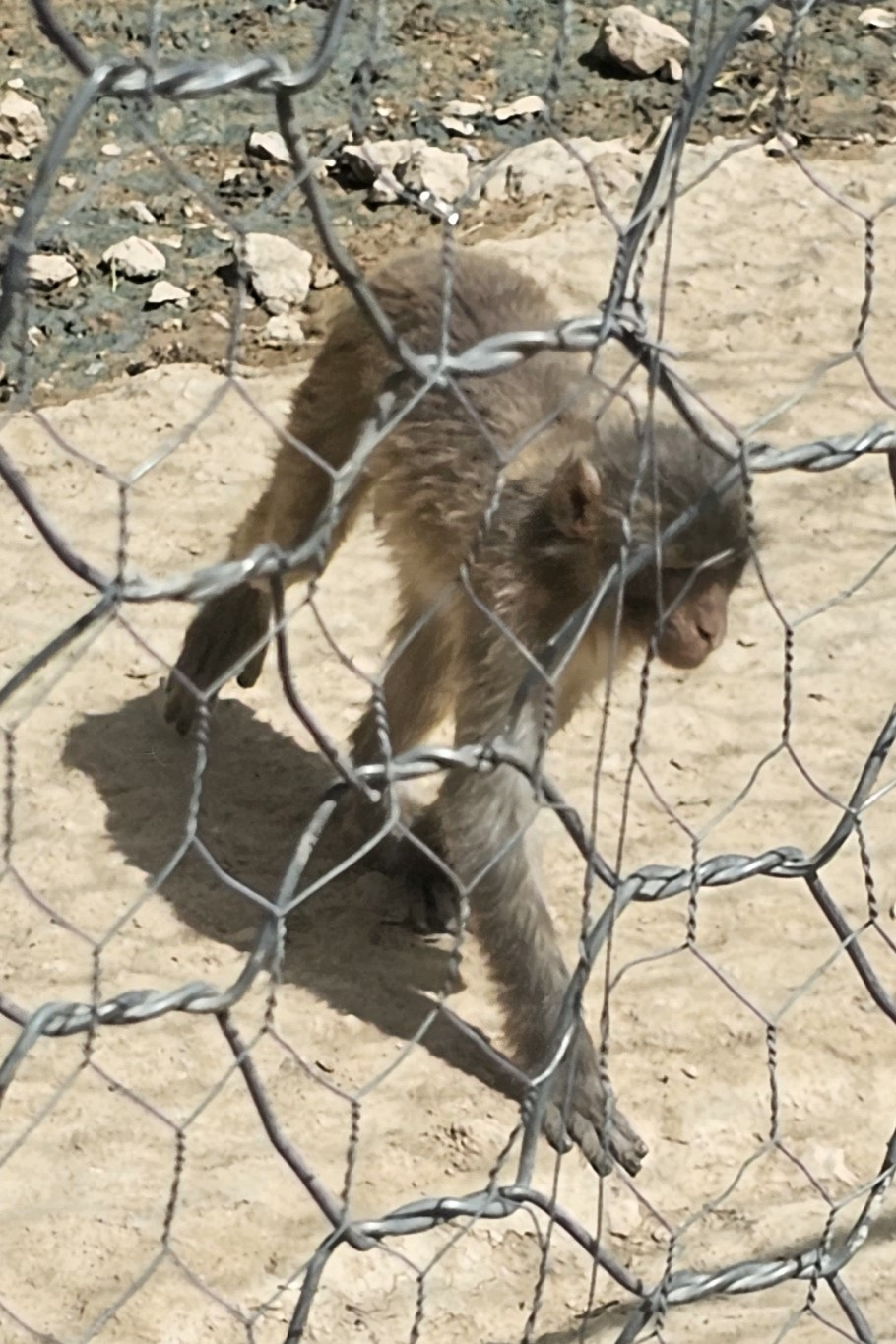
محیط آلوده نگهداری میمون

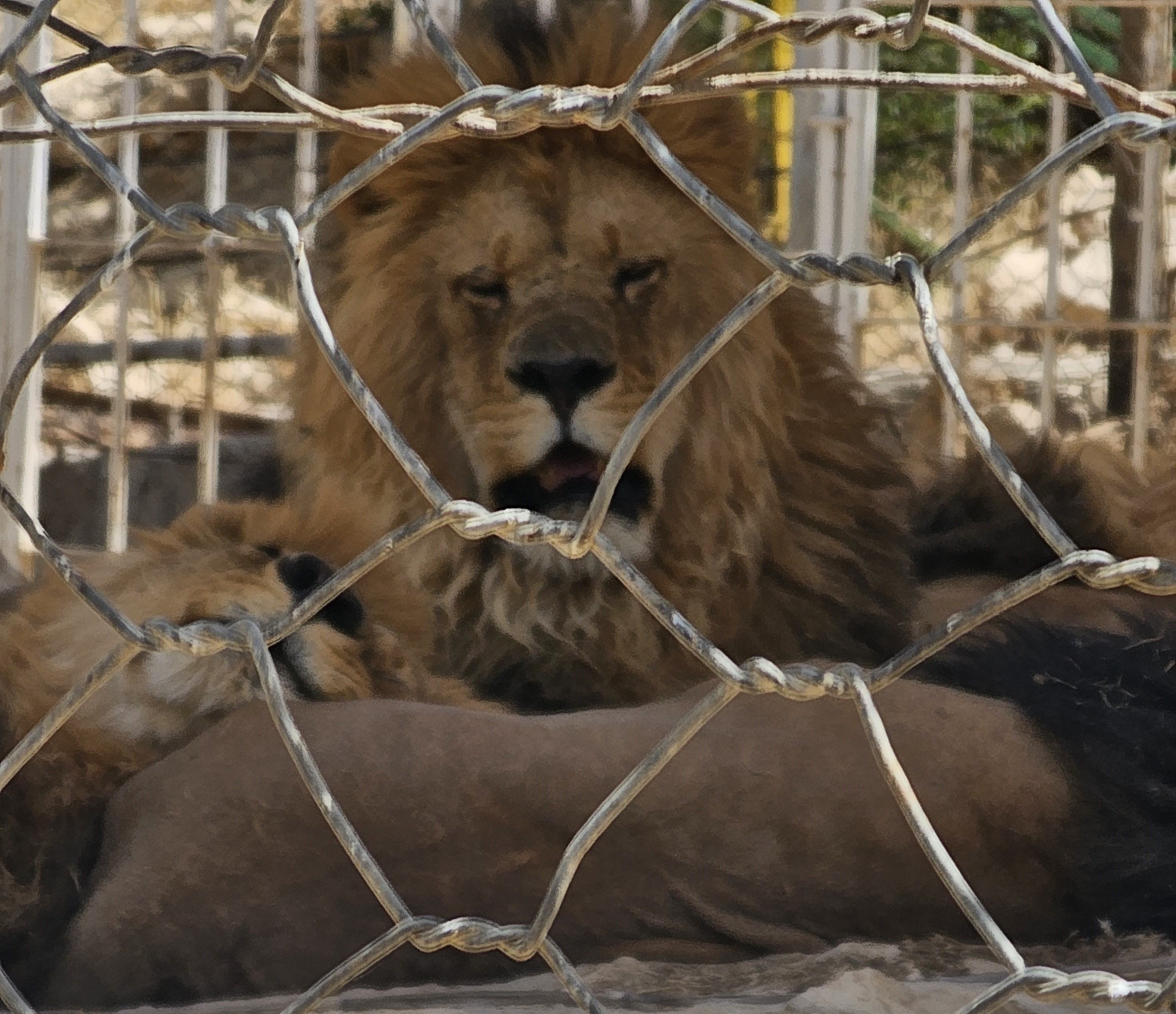
قفس تنگ شیرها

در حدود ۱۰۰ قلاده شیر در این محل متولد شده‌اند که همگی از نسل همان توله شیر آسیایی هستند که سیروس از هند هدیه گرفته بود. بعضی از این شیرها به سایر باغ‌وحش‌های کشور مانند باغ وحش وکیل آباد مشهد فرستاده شده‌اند و بعضی دیگر نیز همچنان در محل تولد خود زندگی می‌کنند.

### شیری به نام داریوش
در میان همه‌ی این شیرها یک شیر نر به نام داریوش وجود داشت که برای چند روز نامش در میان مردم و مطبوعات دهان به دهان می‌چرخید. به گفته‌ی صاحبان باغ‌وحش، داریوش در سال ۱۳۷۱ در باغ وحش شیراز به دنیا آمد و در شهریور ماه سال ۱۳۹۷ در همانجا تسلیم چنگال مرگ شد.
بر طبق گفته‌ی فوق می‌توان داریوش را پیرترین شیر دنیا تا به امروز نامید و در زمان مرگش، مسؤلان باغ وحش آمادگی خود را برای انجام هر گونه آزمایش جهت صحت ادعای فوق اعلام کردند. داریوش در جوانی در کنار پهلوان سیروس قهرمانی به اجرای سیرک مشغول بود اما در اواخر عمر در باغ وحش شیراز روزگار را سپری کرد تا دوران بازنشستگی را در قفس شیرهای باغ‌وحش و به دور از سیرک بگذراند.

## شرایط باغ‌وحش
درباره شرایط نگهداری حیوانات این باغ‌وحش انتقاداتی مطرح شده، از جمله عدم تأمین تغذیه حیوانات و سوءتغذیه شدید آن‌ها، آلودگی محیط قفس‌ها، نگهداری حیوانات خانگی مثل سگ و گربه در قفس و عدم اختصاص فضای کافی به حیوانات، به زغم به بلااستفاده ماندن بخش وسیعی از زمین این مکان.
نبود پارکینگ، عدم حضور راهنما، نبود علائم اطلاع‌رسانی در محیط و نگهداری حیوانات زیر آفتاب به دلیل کمبود سایه‌بان از دیگر نقاط ضعف این باغ وحش است.

## سیروس قهرمانی
سیروس قهرمانی در بین سال های ۱۳۲۰ تا ۱۳۳۰ به دلیل کارهای انجام کارهای عجیبی مانند کشیدن ماشین با دندان شهرت پیدا کرده بود، اما دلیل اصلی شهرت او که آوازه اش در سراسر ایران هم پیچیده بود کشتی گرفتن با شیرهایی بود که آموزش ندیده بودند، به همین واسطه برای برگزاری معرکه های مختلف به کشورهای حوزه خلیج فارس سفر کرد.
او در سفری که به هندوستان داشت، دو عدد فیل از همسر گاندی هدیه گرفت و سپس ایده ساخت باغ‌وحش در ذهنش شکل گرفت و کار خود را با چند قلاده شیر و دو راس فیل شروع کرد.

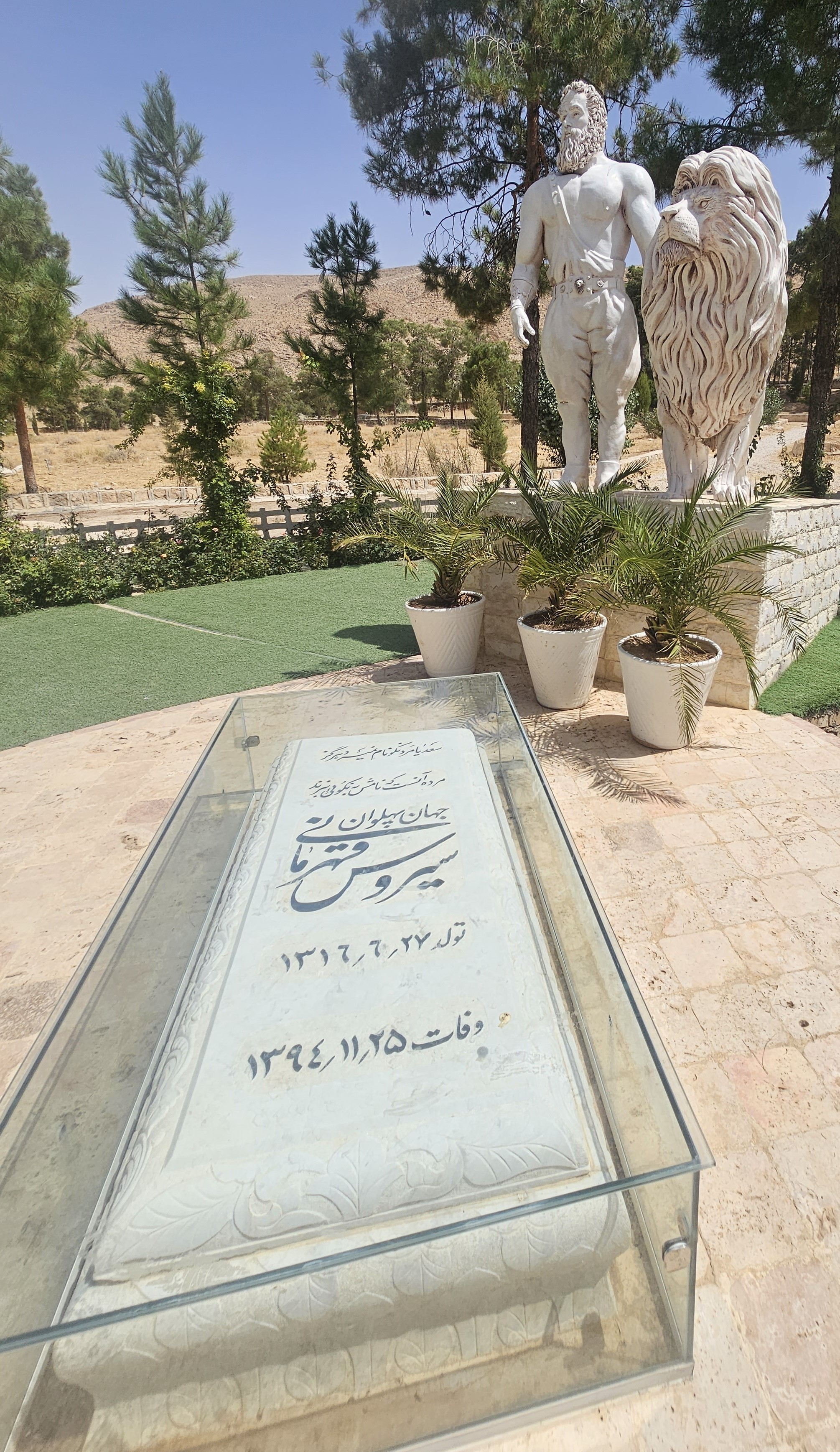
مزار سیروس قهرمانی

مزار قهرمانی، بنابر وصیت خودش در محوطه باغ‌وحش شیراز قرار دارد. 

## نگارخانه

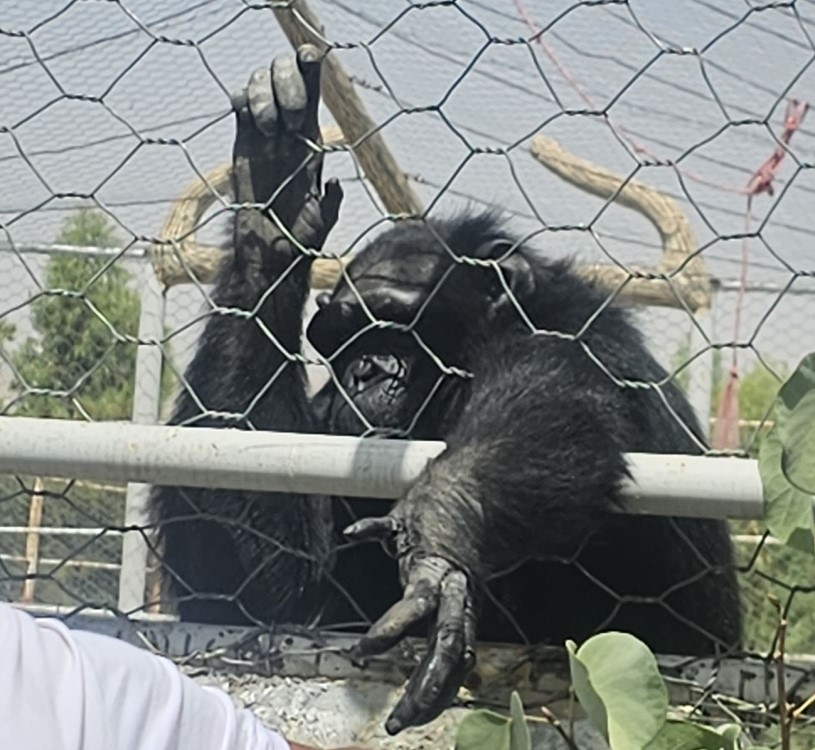
شامپانزه
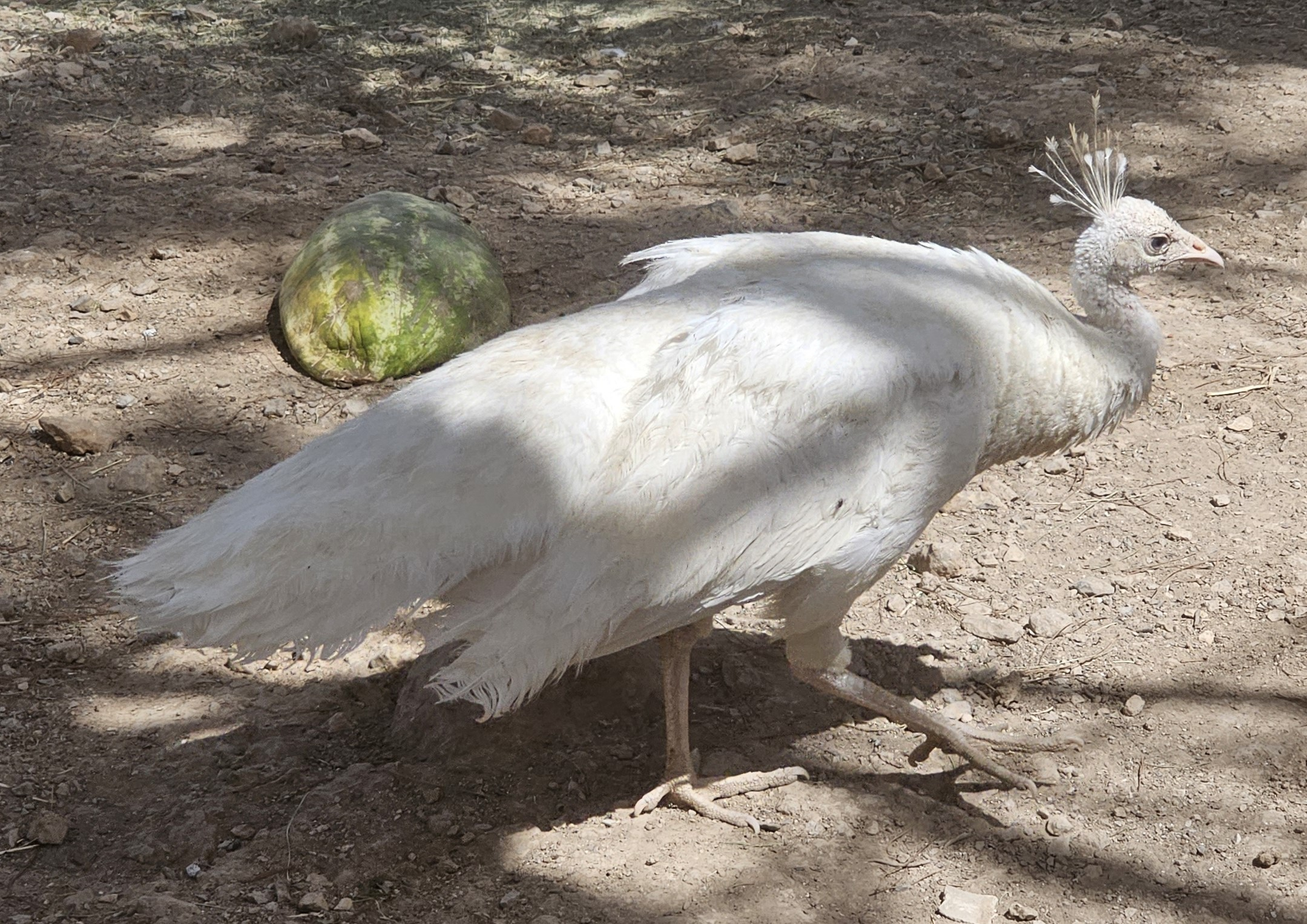
طاووس
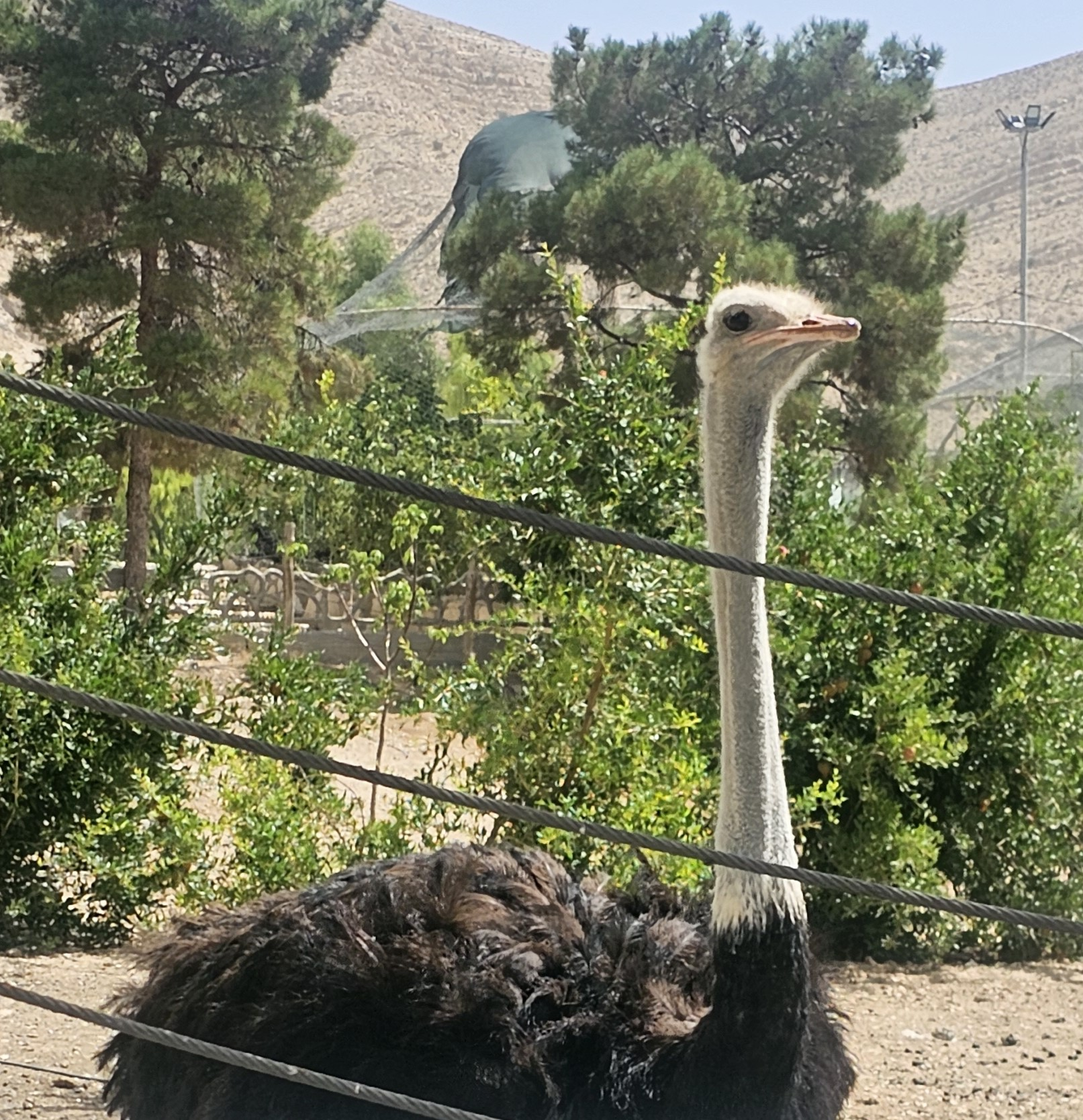
شترمرغ
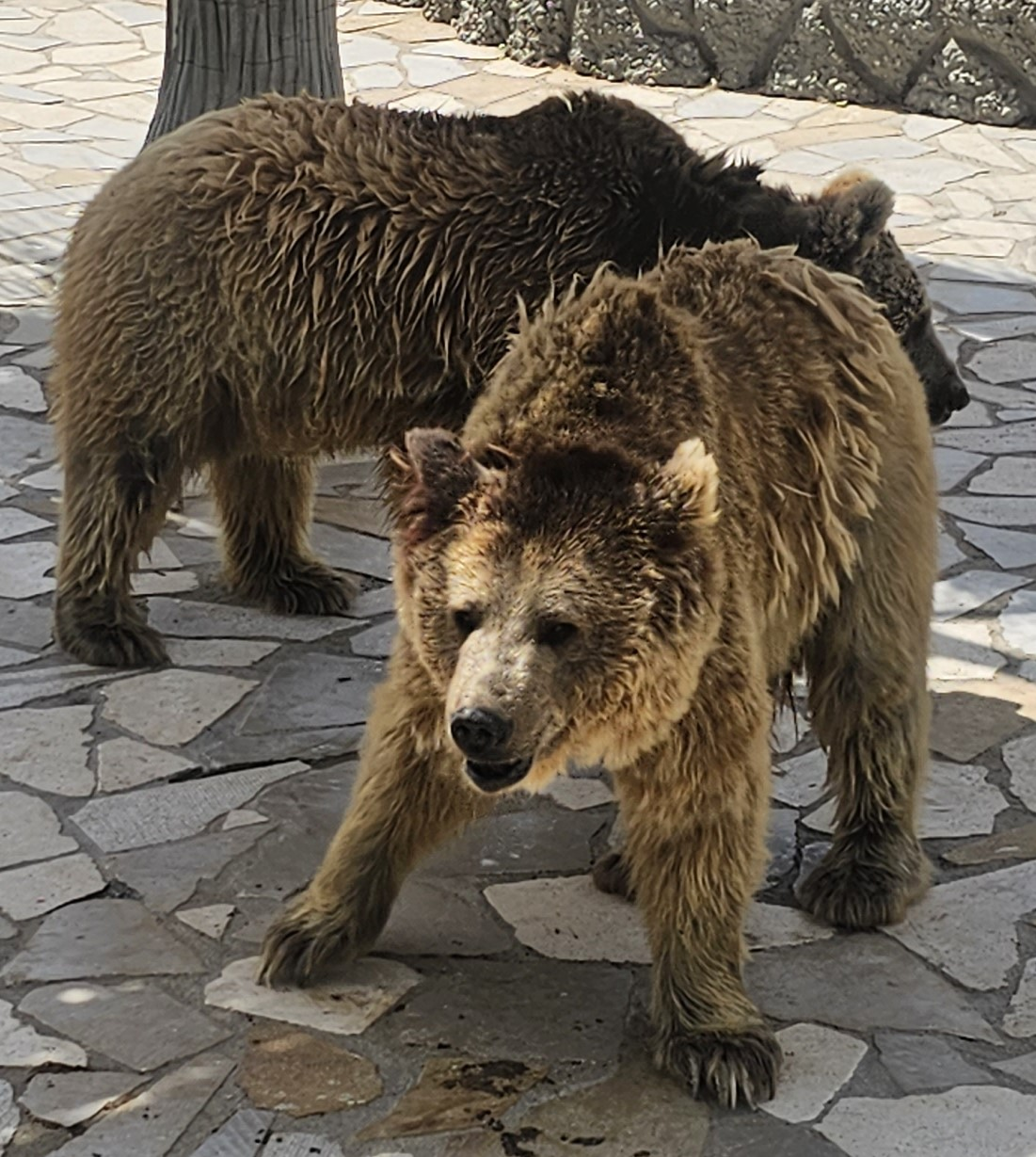
خرس
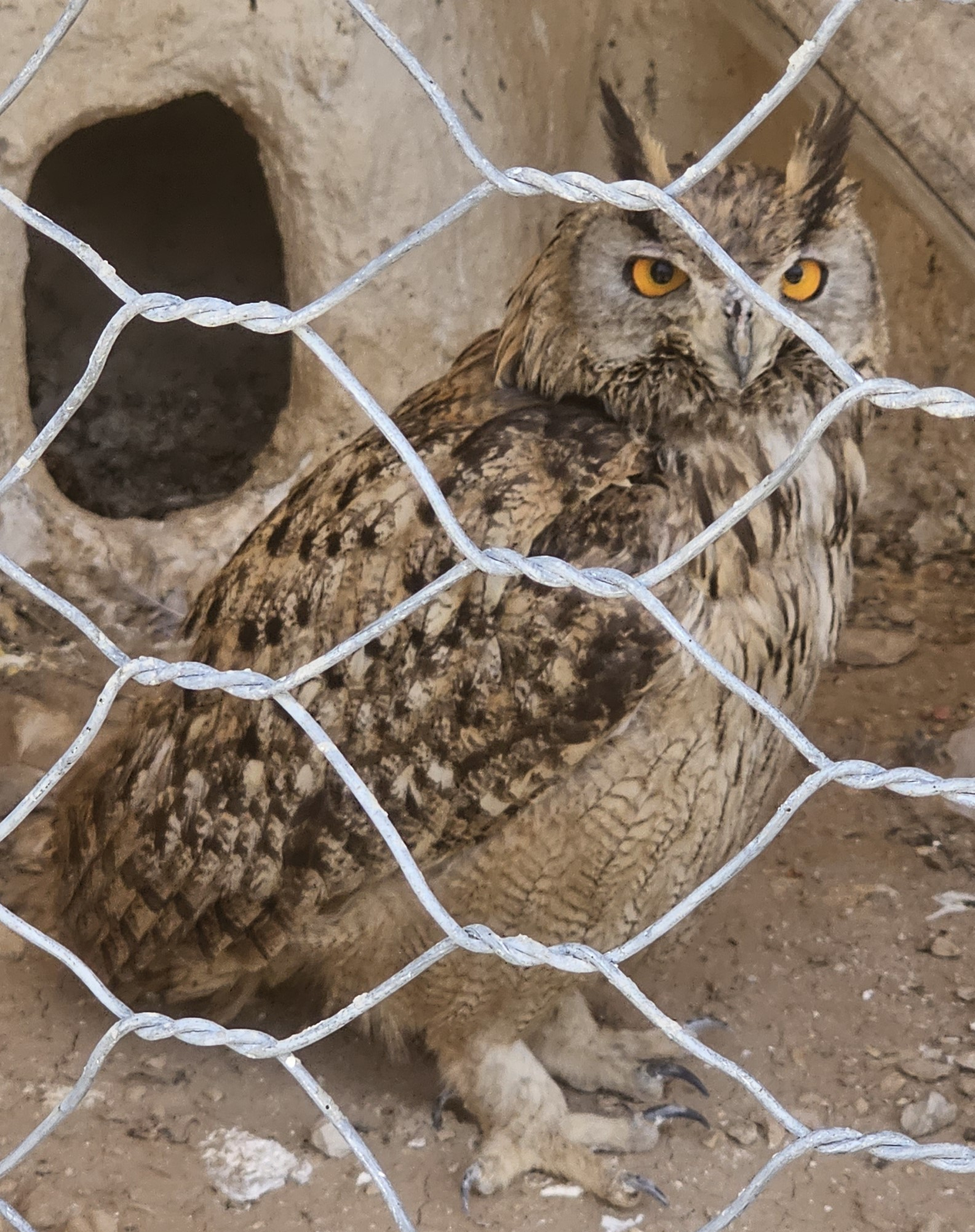
جغد
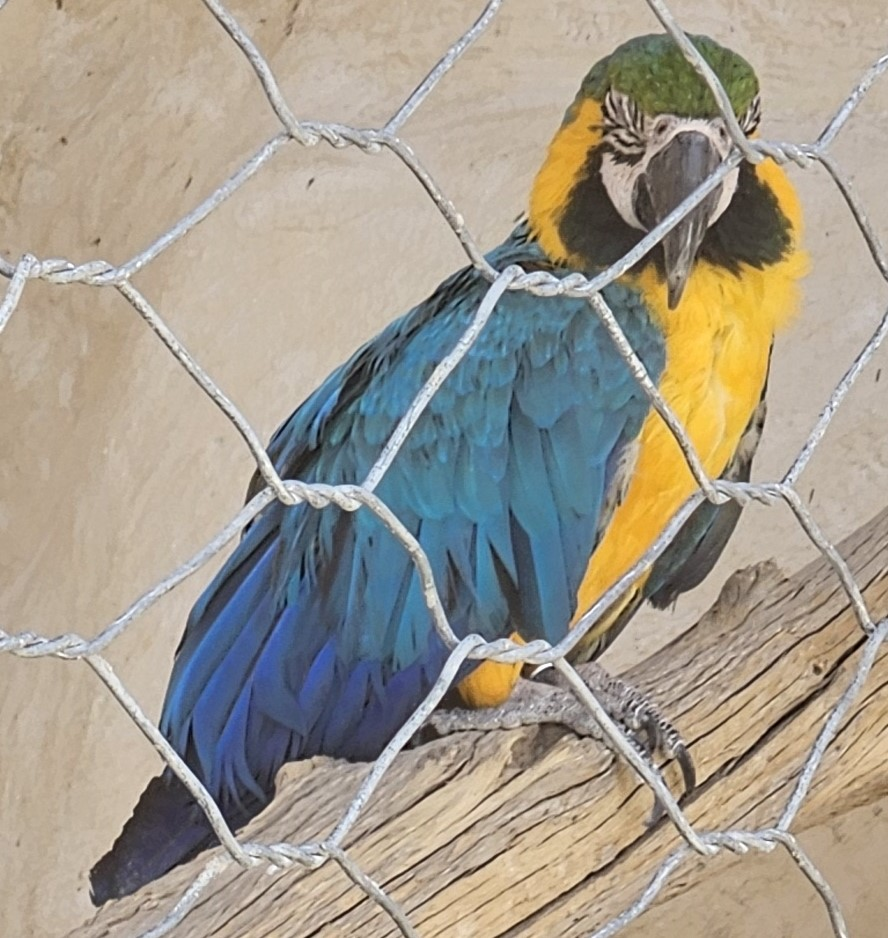
طوطی
عقاب ایرانی
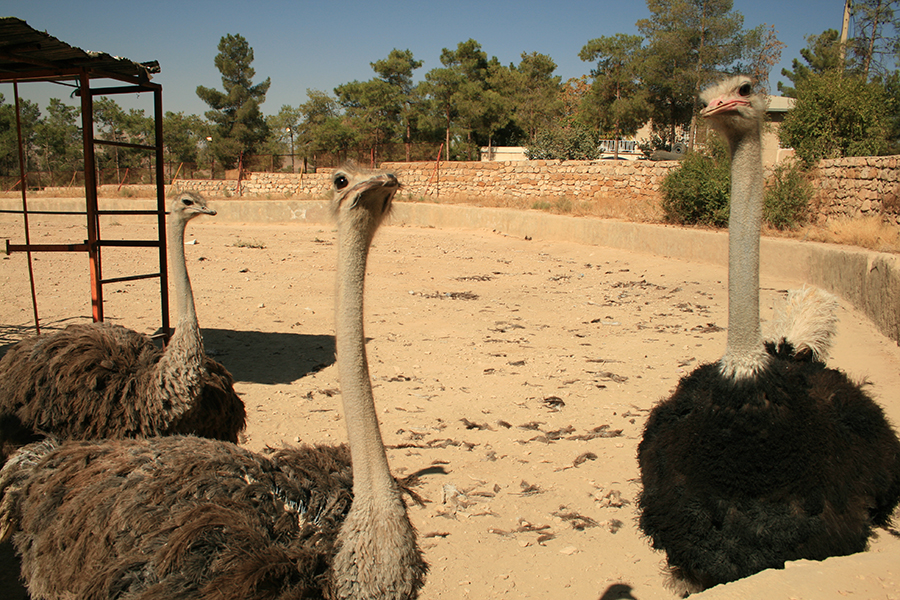
شترمرغ
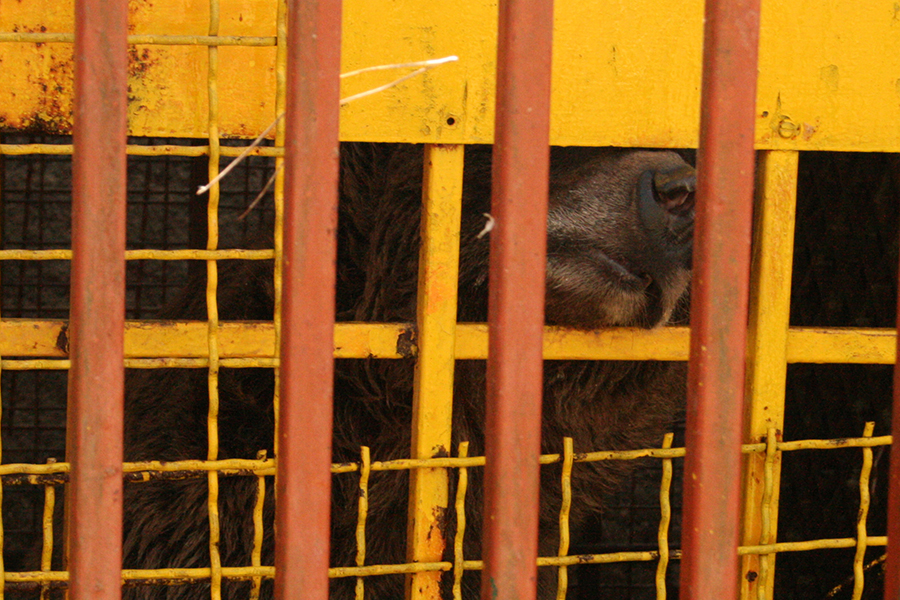
وضعیت نگهداری خرس
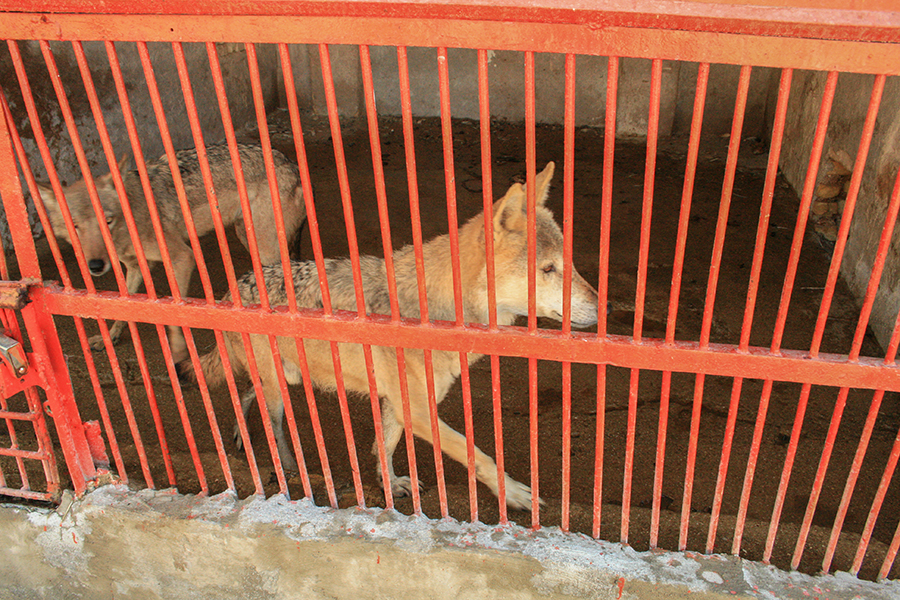
قفس گرگ
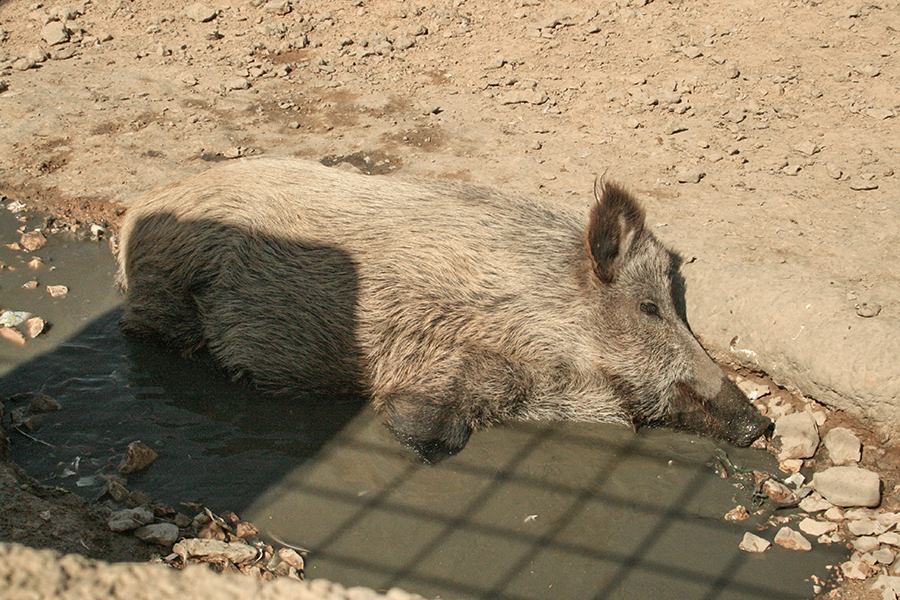
وضعیت نگهداری گراز